# Bilora
Bilora ist heute ein Hersteller für Fotozubehör und Kunststoffteile und gehörte von 1909 bis 1991 zu den führenden Herstellern von Kamerastativen, die seitdem von Lizenznehmern produziert werden. Von 1935 bis 1975 wurden auch Fotokameras hergestellt. Bis Anfang 2014 hatte das Unternehmen seinen Sitz in Radevormwald. Seit dem 1. April 2014 befindet es sich nunmehr im benachbarten Remscheid. Der Name „Bilora“ besteht aus Teilen der Namen Kürbi Niggeloh Radevormwald.

## Geschichte
Am 1. Februar 1909 wurde die Firma in Barmen-Rittershausen als Kürbi & Niggeloh gegründet. Neben Stativen wurden Notenständer, Hut- und Postkartenständer hergestellt. Im November 1911 erhielt das Unternehmen in Radevormwald die Baugenehmigung für ein neues Fabrikgebäude; dort ist bis heute der Firmensitz. Im Jahr 1919 erfolgte die Umbenennung in „Bilora“. 1935 wurde die erste Kamera, die Bilora Box, hergestellt. 1939 erfolgte mit dem Ausbruch des Zweiten Weltkrieges die Umstellung der Produktion auf „kriegswichtiges“ Material durch die Machthaber. Fortan wurden Antennen und Teleskopantennen hergestellt.
Nach dem Zweiten Weltkrieg wurden erst Luftpumpen und Strahlregler für Wasserhähne hergestellt. Die Kameraproduktion lief erst im Jahre 1946 wieder an. Im Jahr 1956 wurde die 1.000.000ste 6×9-Box hergestellt. In den 1960er Jahren wurden Kameras u. a. für Agfa, Zeiss Ikon und Yashica produziert.
In der Folge immer größerer Bedeutung von Kunststoff baute Bilora im Jahr 1965 eine eigene Kunststofffertigung und -verarbeitung auf. 1975 endete die Kameraproduktion; fortan lag der Fokus von Bilora in der Produktion von Stativen, Kamerazubehör und in der Kunststoffverarbeitung. Drei Jahre später wurde das Unternehmen um ein zweites Werk für die Kunststoffverarbeitung erweitert. Zuletzt wurde im Jahr 1991 dieses Werk auf über 4000 m² Produktionsfläche und 3500 m² Montage- und Lagerfläche erweitert.

## Produkte

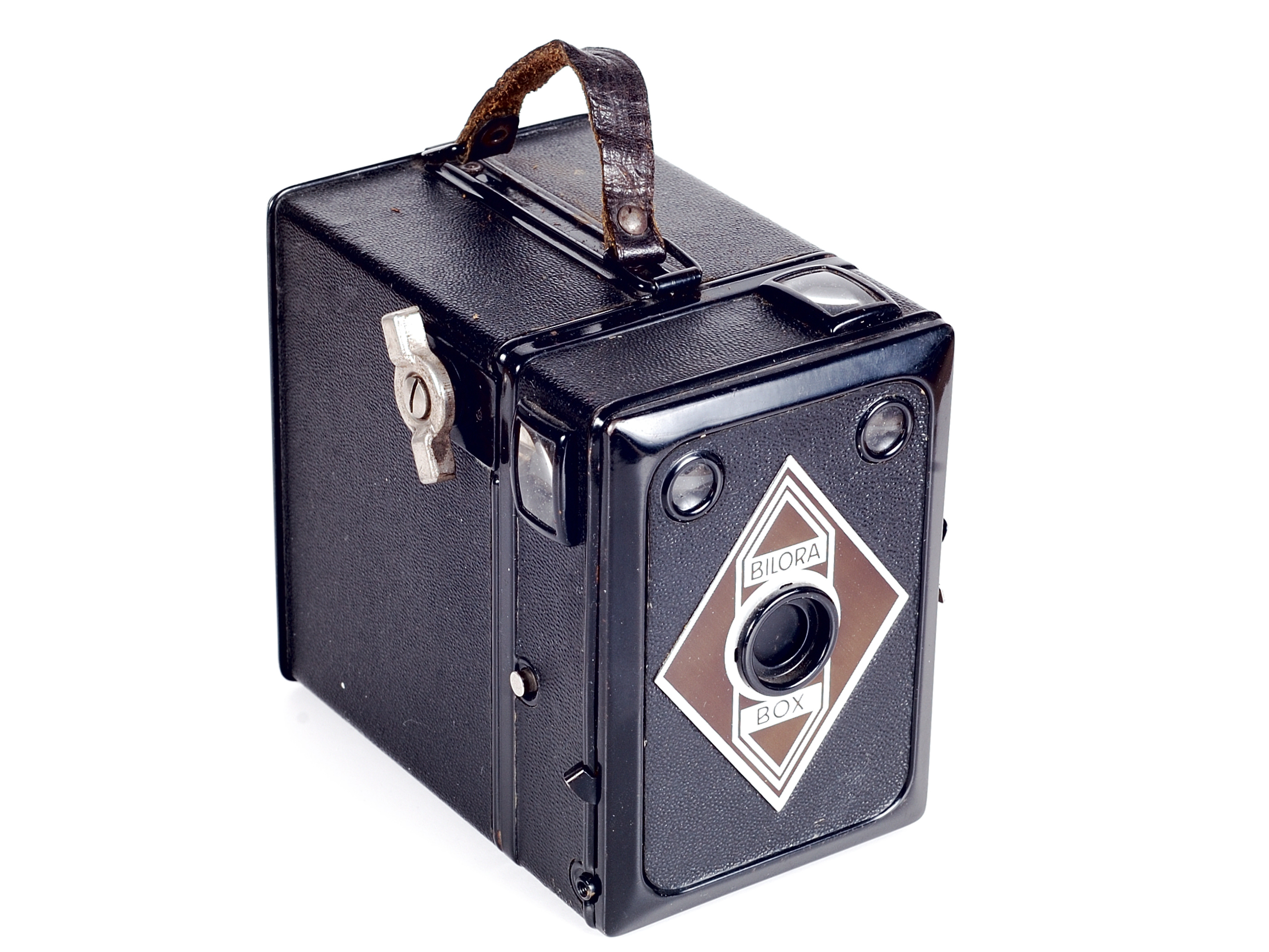
Bilora Box

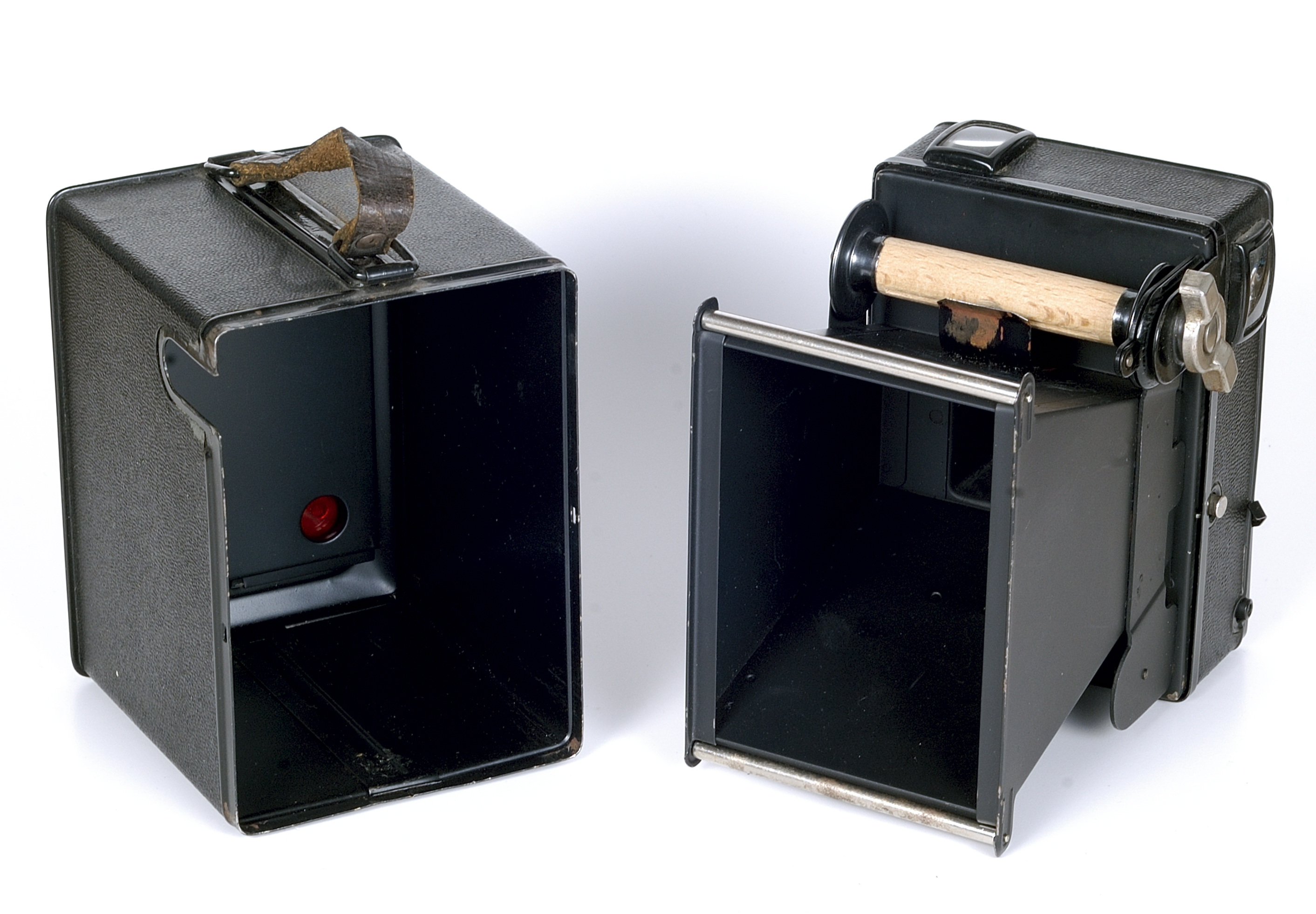
Bilora Box, Innenleben

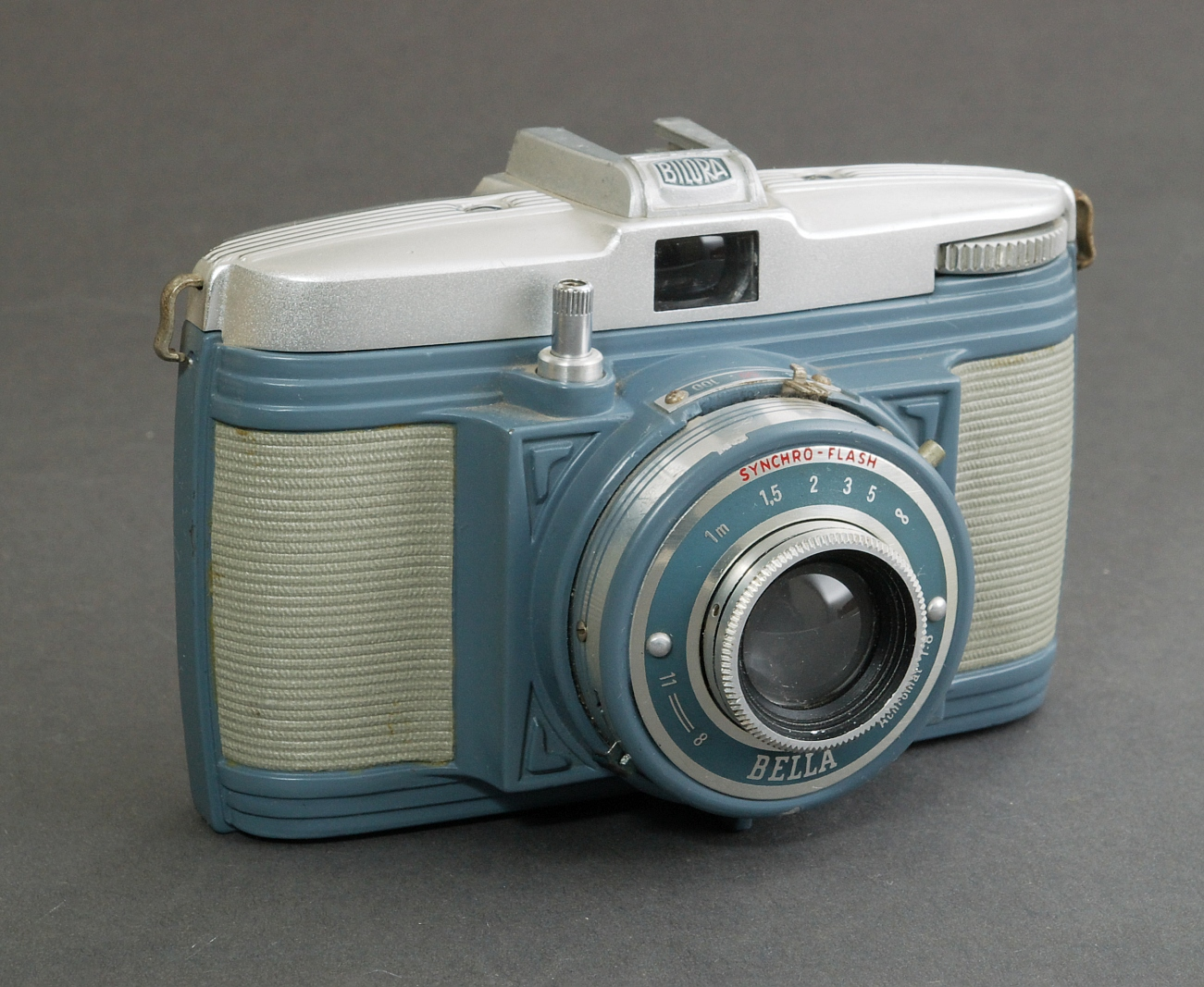
Bilora Bella 4×4 Rollfilm 127

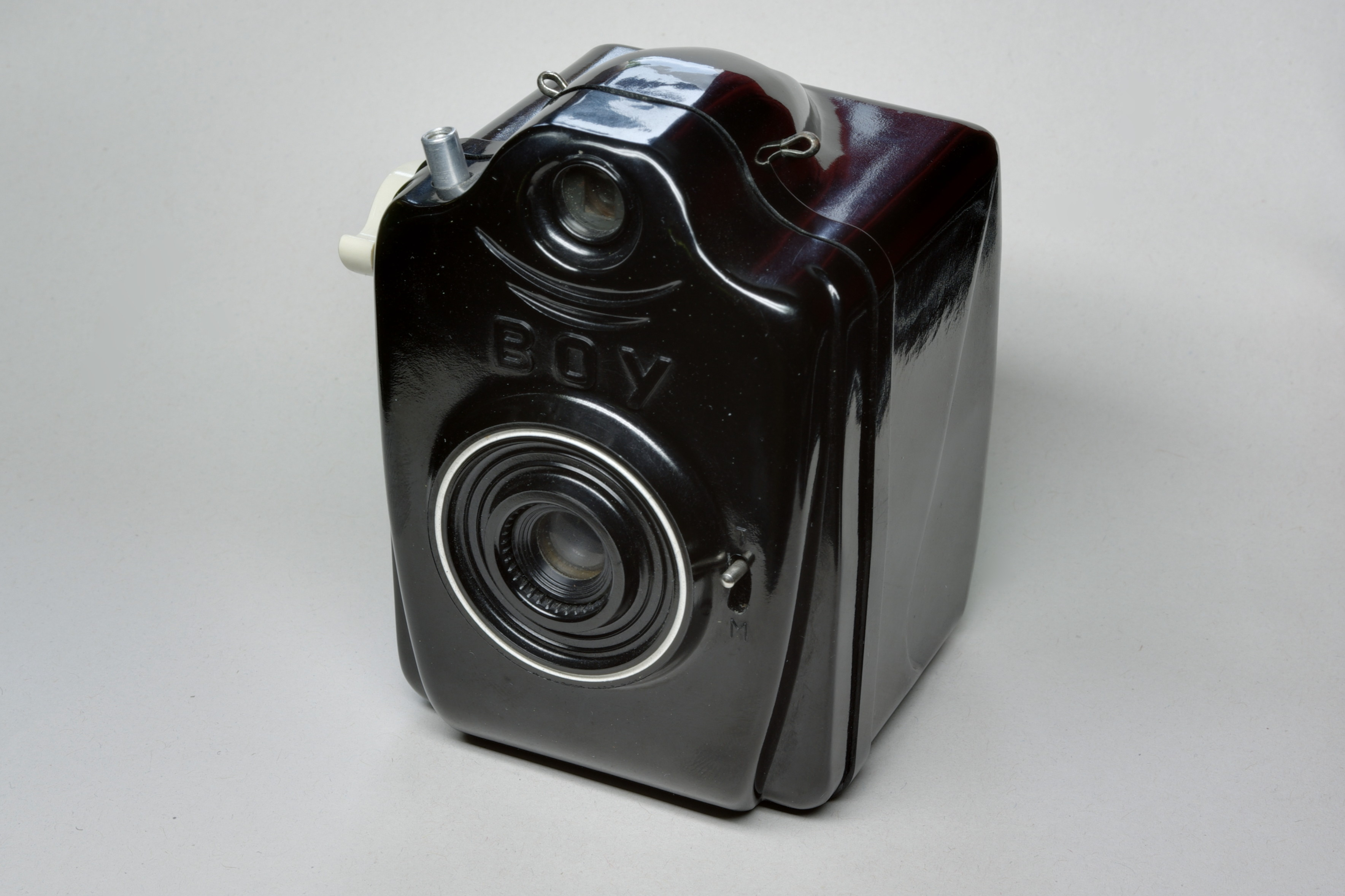
Bilora Boy 4×4 Rollfilm 127

- Fotoapparate
- Stative
- Kamerataschen und -rucksäcke
- Blitzgeräte
- Ladegeräte
- Ferngläser
- Kompasse
- Kunststoffteile
  - Spritzen
  - Bearbeitung
  - Hybridteile Kunststoff-Metall